# Filip Còmic
Filip Còmic (en llatí Philippus Comicus, en grec Φίλιππος) va ser un poeta còmic grec d'època desconeguda.
Suides menciona una de les seves comèdies, κωδωνιασται sota l'autoritat d'Ateneu de Naucratis, però el títol assignat no apareix a les obres conegudes d'Ateneu i podria ser un error al Suides i el nom correcte del poeta seria Èfip (Ephiphus). Si no és així es tractaria d'un poeta de nom Filip esmentat a la col·lecció de poetes gnòmics (aforístics) grecs on Grotius atribueix ̓Ολυνθιακός, Olynthiacus , a un poeta de nom Filípides. Màxim de Tir esmenta un γελωτοποιὸς Φίλιππος, i Temisti un Φίλιππος κωμῳδιδάς καλος.